# Jesus Christ Superstar
|  | Aquest article tracta sobre l'òpera rock. Vegeu-ne altres significats a «Jesus Christ Superstar (pel·lícula)». |

Jesus Christ Superstar és una òpera rock, amb lletres de Tim Rice i música d'Andrew Lloyd Webber, que va esdevenir un musical. Se centra en els interrogants polítics i interpersonals de Judes Iscariot i Jesús. L'òpera rock està basada en la narració de la darrera setmana de la vida de Jesús d'acord amb l'evangeli de Sant Joan, començant per la preparació de Jesús i la seva arribada amb els deixebles a Jerusalem, i acabant en la Crucifixió de Jesús. Durant el muntatge apareixen actituds i sensibilitats del segle xx, així com al·lusions iròniques a la vida moderna, a més de la descripció política dels fets. Les produccions teatrals i cinematogràfiques mostren diversos anacronismes intencionats.
Una gran part de la trama se centra en el personatge de Judes, que apareix com una figura tràgica que està desencisat amb el que veu com una manca de planificació per part de Jesús i que s'alarma davant les recents mencions a la seva divinitat. Judes tem que Jesús condemnarà al poble jueu a la destrucció a mans dels romans.

## Argument

### Primer Acte
Després d'una obertura, l'espectacle comença amb un monòleg musical de Judes Iscariot, que mostra la seva preocupació vers la creixent popularitat de Jesús com a "rei" i les repercussions negatives que això podria tenir ("Heaven on Their Minds"). Mentre que Judes encara estima a Jesús, creu que Jesús només és un home i que el moviment està creixent massa i que podria arribar a ser vist com una amenaça pels poderosos. Judes creu que quan tot això succeeixi, no només Jesús rebrà les conseqüències, sinó que també tots els seus seguidors.
Però les advertències de Judes no són escoltades, donat que els seguidors de Jesús només pensen a anar a Jerusalem amb ell. Mentre que li pregunten quan arribaran a Jerusalem, Jesús els diu que no s'amoïnin pel futur, ja que tot el que ha de succeir està predeterminat per Déu ("What's the Buzz/Strange Thing Mystifying|What's the Buzz?")
Adonant-se que Jesús està molest per l'actitud dels seus seguidors, Maria Magdalena l'ajuda a relaxar-se ungint-lo amb perfum. Judes expressa la seva preocupació sobre el fet que Jesús s'assocïi amb Maria, una prostituta, ja que contradiu tot el que diu i això es girarà en contra de tots ells ("Strange Thing Mystifying"). Jesús li respon que, llevat que estigui net de culpa, que no acusi als altres; i finalment, acusa als seus apòstols de ser tan curts de mires.
En una escena afegida exclusivament per a la pel·lícula de 1973, Caifàs, el Gran Sacerdot, s'exclama sobre les provocacions que està realitzant Jesús i com les seves accions amenacen el poble, als romans i als propis sacerdots. El seu company sacerdot Annas intenta convènce'l que Jesús no és més que un buff; però acorden portar el tema als sacerdots. ("Then We Are Decided") Tot i que moltes versions no inclouen aquesta cançó, ha estat lloada pel desenvolupament dels caràcters d'Annas i Caifàs, i la seva relació en la resta de la trama.
Maria intenta assegurar a Jesús que tot està bé i intenta relaxar-lo de nou amb més oli. ("Everything's Alright")Judes insisteix que aquells diners haurien de ser per als pobres, però Jesús li replica que ni ell ni els seus seguidors tenen els recursos per ajudar a tots els pobres.
Mentrestant, Caifas, Annas i els grans sacerdots es troben per parlar sobre Jesús i el seu moviment. Els seguidors de Jesús continuen creixent a milers, i el vell ordre es mostra temerós. Donada la mida del moviment de Jesús i del fet que no accepten als romans com a reis, els sacerdots creuen que són una amenaça per a l'imperi romà, i que si aquests es veuen amenaçats, els jueus patiran (fins i tot els que no segueixen a Jesús). Així doncs, els sacerdots decideixen que la solució al problema de Jesús és matar el mateix Jesús. ("This Jesus Must Die").
A mesura que Jesús i els seus seguidors arriben a Jerusalem, es confronten a Caifas, qui ordena que es dissolguin; però Jesús li replica que posar final a la histèria és impossible ("Hosanna superstar|Hosanna"). Poc després, Simó Zelota, un dels apòstols, se li apropa per dir-li d'aprofitar la popularitat que té Jesús per llançar-se a la guerra contra els romans, però Jesús rebutja la proposta, dolent-se que cap dels seus seguidors ha entès el seu missatge ni entén el seu poder ("Simon Zealotes/Poor Jerusalem").
Mentrestant, Ponç Pilat, el governador de Judea, revela que ha somiat com es trobava amb Jesús i que, després de la mort d'aquest, era ell qui rebia totes les culpes... però no acaba d'entendre el significat d'aquest somni ("Pilate's Dream").
Jesús arriba al temple de Jerusalem, on es troba que està servint per vendre de tot, des d'armes a prostitutes i drogues. Quan Jesús arriba, expulsa a tots els mercaders (The Temple). Enfadat i cansat, Jesús s'enfronta a un grup de leprosos, pobres i tullits que esperen ser curats. Però el grup és massa gran i Jesús, en ser superat, els diu que no els pot solucionar els problemes per ells.
Després que el grup marxi, Maria Magdalena es troba a Jesús, dient-li que descansi ("Everything's Alright (reprise)"). Un cop Jesús dorm, Maria pensa que està enamorada de Jesús, i que aquest és diferent a tota la resta d'homes que havia conegut, i no sap com afrontar els seus sentiments ("I Don't Know How to Love Him").
Mentrestant, Judes es mostra més i més preocupat pel creixent moviment de Jesús, i promet als sacerdots que els ajudarà contra Jesús, tot i que disculpa vagament els seus motius. Caifàs li exigeix que li digui els moviments de Jesús, per tal que el puguin detenir, i li ofereixen diners. Judes rebutja l'oferta per motius ètics, però finalment accepta i diu que el dijous a la nit Jesús estarà al jardí de Getsemaní. ("Damned for All Time/Blood Money").

### Segon Acte
El dijous a la nit, Jesús es troba amb els 12 apòstols per al Darrer Sopar. Després de reflexionar, exclama que ningú el recordarà després de morir i que un dels seus amics més propers el negarà i un altre el trairà. Desvela que serà Pere qui el negarà, i és el mateix Judes qui afirma que el trairà; i malgrat això Jesús el deixa marxar ("The Last Supper"). Després que els apòstols hagin anat a dormir, Jesús es dirigeix a Déu, anomenant-lo "Pare" i implorant-lo que l'alliberi d'aquesta mort horrible, tot i que finalment accepta seguir la voluntat de Déu. ("Gethsemane (I Only Want to Say)").
Judes arriba amb els soldats, i Jesús és detingut. Mentre que el porten a Caifàs, el poble, imitant als periodistes, pregunten a Jesús quins són els seus plans, però Jesús declina tot comentari. Quan Jesús es troba amb Caifàs, aquest li pregunta si és el Fill de Déu, i Jesús ho confirma. La resposta dona prou justificació als sacerdots per enviar a Jesús a Pilat ("The Arrest"). Mentrestant, Pere s'enfronta a una dona, un soldat i un vell al costat del foc; car cadascun d'ells recorda haver-lo vist amb Jesús, però Pere ho nega. Després, es justifica dient que l'haguessin detingut a ell també ("Peter's Denial").
Quan Jesús es troba davant Pilat, aquest es riu d'ell; però com que Jesús és galileu, no pertany a la seva jurisdicció i l'envia al Rei Herodes ("Pilate and Christ / Hosanna (reprise)"). Herodes ha sentit a parlar de Jesús i està excitat davant la perspectiva de veure'l. Li demana que mostri la seva divinitat realitzant algun miracle per a ell, oferint-li alliberar-lo després; però com que Jesús no li fa cap mena de cas, el retorna a Pilat ("King Herod's Song ").
En una escena afegida per a la producció de Broadway, els apòstols i Maria recorden els inicis del seu moviment, i desitgen si no podrien tornar a l'inici ("Could We Start Again Please?").
Judes ha vist a Jesús colpejat i maltractat per les autoritats. Sentint-se terriblement culpable, es torna a trobar amb els grans sacerdots i els expressa els seus remordiments pel que ha fet, així com que veu que serà culpat per la mort de Jesús i vist per sempre com un traïdor. Caifàs li diu que no té res de què amoïnar-se; però això no convenç a Judes, que es veu traït per Déu per haver-lo usat en el seu pla diví. Culpa a Déu per assassinar-lo i es suïcida ("Judas' Death").
Jesús torna a ser portat a Pilat per ser jutjat, però Jesús no respon i, quan Pilat pregunta al poble si volen que crucifiqui al seu rei, li responen que no hi ha cap altre rei llevat del Cèsar. Pilat recorda el seu somni i afirma que Jesús no és perillós, sinó que simplement és boig i se l'ha de tancar; però el poble respon cridant que Jesús ha desafiat Roma; i Pilat, per calmar al poble, ordena que Jesús sigui flagel·lat. Després de les 39 fuetades, el poble segueix estant insatisfet. Pilat intenta convèncer-lo que es defensi, però Jesús li respon que tot ha estat previst i que Pilat no pot canviar-ho. Així que Pilat, mentre que la gent demana que Jesús sigui crucificat i amb Jesús rebutjant defensar-se, es renta les seves mans de la mort d'aquest "titella innocent" ("Trial Before Pilate (Including the Thirty-Nine Lashes)").
Mentre que Jesús es prepara per ser crucificat, es troba amb l'esperit de Judes, que li pregunta per què va escollir arribar de la manera en què ho va fer i si el que va succeir realment era part d'un pla diví ("Superstar"). Jesús mor lentament a la creu ("The Crucifixion"). L'obra acaba amb una peça orquestral ("John Nineteen: Forty-One"). El títol és una cita de la Bíblia, sobre que Jesús és deixat a la tomba.

## Personatges principals
| Personatge      | Tessitura            | Descripció |
| Jesucrist       | Tenor (La2-Sol5)     | Protagonista de la història, cap dels 12 Apòstols, estimat de Maria Magdalena, i proclamat Fill de Déu, Messies i Rei dels Jueus d'acord amb el poble d'Israel.                |
| Judes Iscariot  | Tenor (Re3-Re5)      | Un dels 12 apòstols escollits per Jesús, preocupat pels pobres i parla sovint sobre els seus temors sobre les conseqüències del fet que Jesús sigui glorificat pel poble.      |
| Maria Magdalena | Contralt (Fa3-Mi♭5)  | Una prostituta que descobreix que s'ha enamorat de Jesús. |
| Ponç Pilat      | Baríton (La2-Si4)    | Governador de Judea que preveu tots els fets de la crucifixió de Jesús des de l'inici al final en un somni, i de sobte es troba poc després havent d'encarar aquella situació. |
| Caifàs          | Baix (Do♯2-Fa4)      | Summe Sacerdot que veu a Jesús com una amenaça a la nació, i convenç als altres sacerdots de Jerusalem en aquesta idea per tal d'actuar contra ell.                            |
| Annàs           | Tenor (Sol2-Re5)     | Sacerdot al costat de Jesús, que si bé en un inici no creu que Jesús sigui cap amenaça o quelcom de què preocupar-se, finalment és convençut per Caifàs.                       |
| Pere            | Baríton (Sol♯2-Sol4) | Apòstol que nega a Jesús en 3 ocasions la nit del seu arrest per tal de salvar-se a si mateix.                                                                                 |
| Simó Zelota     | Tenor (Sol3-Si4)     | Apòstol que demana a Jesús que encapçali als seus seguidors a la batalla contra els romans que terroritzen el seu país.                                                        |
| Rei Herodes     | Tenor                | Rei de Galilea, que li porten a Jesús perquè el jutgi després d'haver estat portat davant Pilat.                                                                               |

## Números Musicals
| 1. "Overture" - Orquestra 2. "Heaven on Their Minds" - Judes 3. "What's the Buzz?" - Apòstols, Jesús, Maria 4. "Strange Thing Mystifying" - Judes, Jesús, Apòstols 5. "Then We Are Decided"* - Caifàs, Annàs 6. "Everything's Alright" - Maria, Dones, Judes, Jesús, Apòstols 7. "This Jesus Must Die" - Annàs, Caifàs, Apòstols, Priests 8. "Hosanna superstar" - Apòstols, Caifàs, Jesús 9. "Simon Zealotes" - Apòstols, Simó 10. "Poor Jerusalem" - Jesús 11. "Pilate's Dream" - Pilat 12. "The Temple" - Cor, Jesús 13. "Everything's Alright (reprise)" - Maria, Jesús 14. "I Don't Know How to Love Him" - Maria 15. "Damned for All Time" - Judes 16. "Blood Money" - Annàs, Caifàs, Judes, Cor *La cançó "Then We Are Decided" va ser inclosa a la pel·lícula de 1973, però no apareix al muntatge teatral. | 1. "The Last Supper" - Apòstols, Jesús, Judes 2. "Gethsemane (I Only Want to Say)" - Jesús 3. "The Arrest" - Judes, Jesús, Pere, Apòstols, Cor, Annàs, Caifàs 4. "Peter's Denial" - Dona del Foc, Pere, Soldat, Vell, Maria 5. "Pilate and Christ" - Pilate, Annàs, Jesús 6. "Hosanna (reprise)" - Cor 7. "King Herod's Song " - Herodes 8. "Could We Start Again Please?" - Maria, Apòstols, Pere 9. "Judas' Death" - Judes, Annàs, Caifàs, Cor 10. "Trial Before Pilate (Including the Thirty-Nine Lashes)" - Pilat, Caifàs, Annàs, Jesús, Cor 11. "Superstar" - Judes, Ànimes 12. "The Crucifixion" - Jesús 13. "John Nineteen: Forty-One" - Orquestra |

## Història

### De l'àlbum a Broadway
L'òpera rock va enregistrar-se en un principi com a àlbum conceptual abans de ser interpretat al teatre a Broadway i després al West End londinenc. A l'àlbum original, el paper de Jesús va ser interpretat per Ian Gillan, el cantant principal de Deep Purple, i Murray Head com a Judes. Gary Glitter tenia un vers com a sacerdot, i Michael d'Abo apareixia com a Rei Herodes. La cançó del títol, cantada per Judes (Murray Head) i "I Don't Know How to Love Him", cantada per Maria Magdalena (Yvonne Elliman), sobre la seva relació amb Jesús, van ser dos grans èxits. Un nou enregistrament de Helen Reddy, cantada per la cantant americana va arribar al número 15 de les llistes americanes de singles pop el 1971. "The Temple" va ser adaptada pel grup americà Afghan Whigs al seu àlbum Congregation de 1992.
L'àlbum original tenia una pàtina rock molt diferent als treballs posteriors de Webber. Això es deu en part al cantar emotiu de Murray Head i Ian Gillan, com a les sessions amb músics de rock com els guitarristes Neil Hubbard i Chris Spedding, el baixista Alan Spenner i el bateria Bruce Rowland.

### Primeres produccions
Al juny de 1971, es representà la primera versió escènica als Estats Units a la Southold High School de Southold, Nova York, interpretada per estudiants de l'institut. A més, es representaren paral·lelament d'altres produccions no oficials, la qual cosa comportà que els autors acudissin als tribunals i fessin clausurar centenars de produccions abans de l'estrena oficial. Jesus Christ Superstar segueix sent un favorit per al teatre de comunitat i regional, de vegades amb dones prenent el paper d'homes.

### Producció original de Broadway
Jesus Christ Superstar s'estrenà a Broadway el 12 d'octubre de 1971, dirigida per Tom O'Horgan al Mark Hellinger Theatre. La producció va rebre crítiques diverses; així com el mateix Andrew Lloyd Webber. Estava protagonitzat per Jeff Fenholt com Jesús, Ben Vereen com Judes i Bob Bingham com Caifàs. Barry Dennen, que havia interpretat a Pilat en l'enregistrament original, va reprendre el personatge a Broadway. Yvonne Elliman, la Maria Magdalena original, també formava part del repartiment. Annàs estava interpretat per Kurt Yaghjian. Al repartiment també apareixien Ted Neeley (que era el substitut per Jesús) i Anita Morris. Carl Anderson interpretà el paper de Judes quan Vereen abandonà la producció. Aquesta tancà el 30 de juny de 1973, després de 711 funcions.

### Controvèrsia
La producció de Broadway i les produccions subseqüents van ser condemnades per diversos grups religiosos. Tim Rice afirmà que No veiem a Crist com a Déu, sinó simplement com a l'home correcte en el moment adequat en el lloc precís". Posteriorment afirmaria que "Bàsicament estem intentant explicar la història de Crist com a home. Crec que la seva alçada augmenta si el veiem com un home." Alguns cristians consideraren aquests comentaris, així com l'omissió de la Resurrecció com a sacrilegi. També van considerar com a massa simpàtic el personatge de Judes. Al mateix temps, alguns grups jueus consideraren que reprenia l'afirmació antisemita que els jueus eren responsables de la mort de Jesús, al mostrar com a jueus la majoria dels villans (Caifàs, Anàs i els sacerdots i Herodes), i fent aparèixer al poble de Jerusalem demanant la crucifixió.
| «                                                  | Normalment no sóc aficionat a la música pop, però Jesus Christ Superstar és un àlbum que escolto a cada oportunitat. Per què? Doncs perquè m'atrau molt i em sembla un intent profundament genuí de dos joves per introduir-se a la història de la Creu | » |
| — David Sheppard, bisbe de Woolwich, agost de 1972 | |   |

L'obra a ser prohibida a Sud-àfrica per ser irreligiosa.

### Altres produccions de la dècada de 1970
La primera posada en escena a Europa de Jesus Christ Superstar va ser el 25 de desembre de 1971 a Vílnius (Lituània), llavors membre de la Unió Soviètica. L'actuació va ser prohibida per les autoritats soviètiques i els intèrprets van ser perseguits pel KGB.
Jesus Christ Superstar va ser interpretada a Hongria el 1971. L'actuació es basava en la versió original d'estudi; i la banda i les parts orquestrals van ser adaptades a un grup de rock de 5 instruments. El grup, Korong, l'autor del qual (Tibor Miklós) va escriure les lletres en hongarès, havia tingut molt d'èxit en els clubs universitaris de Budapest; però va ser prohibit poc després de Superstar.
Superstar s'estrenà al Palace Theatre el 9 d'agost de 1972, protagonitzada per Paul Nicholas com Jesus, Stephen Tate com Judas i Dana Gillespie com Maria. Va ser dirigida per Jim Sharman. La producció va gaudir d'un gran èxit, aconseguint beneficis en la seva 22a setmana en cartell. El 3 d'octubre de 197, amb 2.620 funcions, va superar el rècord d'Oliver! com a musical amb més funcions al Regne Unit (posteriorment seria superat per altres espectacles, però encara ocupa la cinquena posició). La producció va tancar el 1980, després de 3.358 funcions, amb 2 milions d'espectadors i 7 milions de lliures de recaptació. Durant el seu 20è aniversari, la producció tornà a presentar a Paul Nicholas com a Jesús.
Al maig de 1972 s'estrenà la producció original australiana al Teatre Capitol de Sydney, desplaçant-se després a Melbourne. Va ser dirigida per Jim Sharman, i el repartiment incloïa a Trevor White (que doblà la veu de Rocky a The Rocky Horror Picture Show, també dirigida per Sharman) com Jesús, Jon English com Judes i Marcia Hines com Maria (sent la primera dona negra en interpretar aquest paper). Entre els altres membres del repartiment estaven Reg Livermore, Doug Parkinson, John Paul Young i Stevie Wright. Es representà fins al 1974.

### Produccions a la dècada de 1990
La gira del revival estatunidenc de 1992, titulada AD Anniversary Tour, va ser protagonitzada per Ted Neeley i Carl Anderson, reprenent els seus papers de la pel·lícula de 1973 com a Jesús i Judes. La producció també era protagonitzada per Dennis DeYoung de Styx i James O'Neil com Ponç Pilat, i Syreeta, Irene Cara i Christine Rea com Maria Magdalena. Inicialment s'esperava que duraria entre 3 ó 4 mesos, però la seva posada en escena s'estengué fins a 5 anys.
El 1996, "Superstar" va tornar a Londres. Dirigit per Gale Edwards, aquesta producció havia de servir com a reclam per a una nova generació de fans. Estava protagonitzat per Steve Balsamo i Zubin Varla com a Jesus i Judes. Va passar a ser coneguda com la "Lyceum Production", va tenir un cert èxit. A l'estada a Londres li seguí una gira pel Regne Unit i un enregistrament en vídeo protagonitzat per Glenn Carter com Jesus i Jerome Pradon com Judes. Aquesta nova relectura va ser portada a Broadway el 2000, de nou protagonitzada per Carter, però un canvi de darrera hora va fer que (qui havia interpretat a Simó el Zelota al vídeo) passés a interpretar el paper de Judes. Va tenir crítiques variades i va tancar ràpidament, estant en cartell només entre el 16 d'abril i el 3 de setembre (161 funcions).

### Produccions a la dècada del 2000
El 2002, s'inicià una gira pels Estats Units amb Sebastian Bach, cantant dels Skid Row, com a Jesús, Carl Anderson de nou com a Judes i Brian Le Vell com a Rei Herodes. Bach va rebre crítiques variades, mentre que Anderson tornà a ser lloat. A l'abril de 2003, després d'una discussió amb el director, Bach va ser acomiadat i substituït per Eric Kunze. Carl Anderson finalment abandonà l'espectacle quan se li diagnosticà una leucèmia i va morir el 2004.
L'agost del 2004 començà una nova gira pel Regne Unit, dirigit per Bill Kenwright. Glenn Carter va tornar a fer de Jesús, mentre que el cantant de pop britànic James Fox interpretà a Judes, i Emma Dears interpretà a Maria.
El 2006, es presentà una gira (originalment anunciada com "La Gira de Comiat de Ted Neeley", ara anunciada "AD Tour"); de nou amb Ted Neeley com a Jesús. Estava previst que només es fessin 120 funcions, però l'èxit de pública i crítica va ser tal que s'estengué fins a juny del 2009. Aquesta producció tenia diversos contrastos amb les exteriors, amb un estil més bíblica i uns escenaris i uns decorats que recorden més les imatges catòliques que no pas a Carnaby Street. Corey Glover, vocalista del grup de rock Living Colour, interpretà a Judes, sent substituït al desembre del 2008 per James Delisco.
El 2008-09, el cantant de rock suec Ola Salo, del grup The Ark, traduí les lletres al suec i interpretà el paper de Jesús a l'Òpera de Malmö, a Malmö (Suècia).

### Produccions a Espanya
A Espanya, Jesucristo Superstar es va estrenar el 6 de novembre de 1975 al teatre Alcalá Palace de Madrid. Va ser produïda i protagonitzada pel cantant Camilo Sesto, qui interpretava a Jesús; Teddy Bautista interpretà a Judes i la cantant dominicana Ángela Carrasco a Maria Magdalena. Entre la resta d'intèrprets estaven Guillermo Antón del grup Los Mismos com a Pere, Alfonso Nadal com a Pilat, Charly Chausson com a Caifàs i Dick Zappala com a Herodes. La direcció va ser de Jaime Azpilicueta. Es projectà per a 4 mesos, després dels quals, Camilo Sesto va abandonar l'obra per una sèrie de compromisos anteriors.
El 1984 es tornà a representar, tot i que no amb tant d'èxit com la vegada anterior. En aquesta ocasió estava interpretada per Pablo Abraira com Jesús, Pedro Ruy-Blas en el paper de Judes, Sergio y Estíbaliz en els papers de Pere i Maria, José María Amerise com Caifás, Tony Cruz com Pilat, Jaume Baucis com Heròdes i José Antonio Morales com Simó Zelota. La direcció tornà a ser de Jaime Azpilicueta.
El 2006, la companyia Keops Karnak, d'acord amb la SGAE i Stage Entertainment, ofereix una gira per Espanya amb la versió estrenada a Londres, amb una orquestra de 10 músics i 40 actors en escena. Es va afegir el tema Then we are decided?, que només apareixia a la pel·lícula. Va ser protagonitzada per Freddy Novillo com Jesús, Luis Yagüe com Judas, Begoña Isbert com Maria Magdalena i Raúl Novillo com Pilat. La direcció era de Freddy Novillo. El 20 de setembre de 2007 s'estrenà una nova versió del musical; amb producció de Stage Entertainment i direcció de Stephen Rayne; i amb Miquel Fernández interpretant a Jesús, Ignasi Vidal a Judes, Lorena Calero a Maria Magdalena, Enrique Sequero a Pilat, Abel García a Caifàs, Jorge Ahijado a Anàs i Roger Pera a Herodes.

## Pel·lícules
El 1973 s'estrenà una adaptació cinematogràfica de Jesus Christ Superstar, sent la vuitena pel·lícula més taquillera de l'any. La pel·lícula, dirigida per Norman Jewison, va ser rodada a Israel i en altres localitzacions de la zona. Ted Neeley i Carl Anderson van ser nominats als Globus d'Or per les seves interpretacions de Jesús i Judes respectivament. Bob Bingham va tornar a interpretar a Caifàs, com ja havia fet a la producció de Broadway. Barry Dennen (Pilat) i Yvonne Elliman (Maria) eren els dos únics actors que restaven de l'enregistrament i de la producció de Broadway originals. Tot i que va rebre crítiques d'alguns grups religiosos, la pel·lícula va ser ben rebuda per un general. Va ser nominada al Premi Oscar per la Millor Banda Sonora Adaptada.
El 2000 es publicà una segona adaptació cinematogràfica, protagonitzada per Glenn Carter com Jesús i Jérôme Pradon com Judes; Renee Castle és Maria Magdalena i Rik Mayall és Herodes. Va ser dirigit per i, i va guanyar un Emmy el 2001. L'estil de la pel·lícula és més proper a la versió teatral que no pas que l'adaptació de 1973, realitzada en localitzacions; i usà diverses de les idees de la gira que s'estava fent en aquells moments. La major part dels seus participants van interpretar-la posteriorment a Broadway.

## Premis

### Producció original de Broadway
| Any  | Premi               | Categoria                              | Nominat(s)                     | Resultat  |
| ---- | ------------------- | -------------------------------------- | ------------------------------ | --------- |
| 1972 | Premi Tony          | Best Millor Banda Sonora               | Andrew Lloyd Webber i Tim Rice | Nominats  |
| 1972 | Premi Tony          | Millor Actor de Repartiment de Musical | Ben Vereen                     | Nominat   |
| 1972 | Premi Tony          | Millor Escenografia                    | Robin Wagner                   | Nominat   |
| 1972 | Premi Tony          | Millor Vestuari                        | Randy Barcelo                  | Nominat   |
| 1972 | Premi Tony          | Millor Il·luminació de Musical         | Jules Fisher                   | Nominat   |
| 1972 | Premi Drama Desk    | Compositor Més Prometedor              | Andrew Lloyd Webber            | Guanyador |
| 1972 | Premi Theatre World | Premi Theatre World                    | Ben Vereen                     | Guanyador |

### Producció de Londres de 1996
| Any  | Premi                  | Categoria              | nominat                | Resultat |
| ---- | ---------------------- | ---------------------- | ---------------------- | -------- |
| 1997 | Premi Laurence Olivier | Millor Revival Musical | Millor Revival Musical | Nominat  |

### Producció de Broadway de 2000
| Any  | Premi      | Categoria                               | Nominat(s)                              | Resultat |
| ---- | ---------- | --------------------------------------- | --------------------------------------- | -------- |
| 2000 | Premi Tony | Premi Tony al Millor Revival de Musical | Premi Tony al Millor Revival de Musical | Nominat  |

### Producció de Broadway de 2012
| Any  | Premi               | Categoria                               | Nominat(s)                              | Resultat |
| ---- | ------------------- | --------------------------------------- | --------------------------------------- | -------- |
| 2012 | Premi Tony          | Premi Tony al Millor Revival de Musical | Premi Tony al Millor Revival de Musical | Nominat  |
| 2012 | Premi Tony          | Millor Actor de Repartiment de Musical  | Josh Young                              | Nominat  |
| 2012 | Premi Theatre World | Premi Theatre World                     | Josh Young                              | nominat  |
| 2012 | Premi Drama Desk    | Revival de Musical Més Destacat         | Revival de Musical Més Destacat         | Nominat  |
| 2012 | Premi Drama Desk    | Disseny de So Més Destacat              | Steve Canyon Kennedy                    | Nominat  |